# Duché de Bar
Pour les articles homonymes, voir Bar.
Ne doit pas être confondu avec la région du Barrois.
vers 950 – 1766
Entités suivantes :
- Grand-gouvernement de Lorraine-et-Barrois

Le comté, puis duché, de Bar est un état qui fut formé au Xe siècle par Ferry d'Ardenne, frère de l'évêque de Metz Adalbéron.
Depuis 1301, il relevait à la fois du domaine royal de France (pour la partie située à l'ouest de la Meuse, appelée Barrois mouvant) et du Saint-Empire romain germanique (Barrois non mouvant). 
Élevé au rang de duché par l'empereur Charles IV au profit de Robert Ier de Bar en 1354, il est uni de facto au duché de Lorraine en 1419 par le mariage de René Ier et d'Isabelle de Lorraine. Les deux duchés connurent alors une histoire et un destin communs tout en conservant leurs institutions propres. Conformément au traité de Vienne de 1738, les deux duchés furent donné à titre viager  au roi en exil Stanislas Ier de Pologne puis à la mort du souverain Polonais en 1766, annexés par la France.
Ses habitants sont appelés les Barrois.

## Géographie
Ses villes principales étaient Bar-le-Duc, la capitale, Pont-à-Mousson sur la Moselle, au pied du château de Mousson, Briey, Lamarche et Longwy.
Ses frontières bordaient le comté de Champagne, la principauté épiscopale de Verdun, le comté puis duché de Luxembourg, la principauté épiscopale de Metz, le duché de Lorraine et la principauté épiscopale de Toul.

Le duché de Bar dans ses limites du XVIIIe siècle et les communes et départements actuels.

## Histoire

### La maison de Montbéliard
Le comté échut en 1070 à Louis de Montbéliard, époux de Sophie de Bar.
Gendre et allié du roi Édouard Ier d'Angleterre, le comte Henri III de Bar, vaincu, se voit contraint de rendre hommage au roi Philippe IV pour ses possessions situées sur la rive gauche de la Meuse par le traité de Bruges de 1301. Au fil du temps, ce traité établit la distinction entre Barrois mouvant et Barrois non mouvant dont la ville principale, siège des instances juridiques du comté, était Saint-Mihiel .
En 1353, l'empereur germanique Charles IV, encore « roi des Romains », qui a érigé son comté de Luxembourg en duché en fera de même en 1354 avec son voisin. Le comte Robert Ier, âgé de dix ans, devint ainsi le premier duc de Bar. Par son mariage avec Marie de France en 1364, il devient gendre de son suzerain, le roi de France Jean II le Bon.
La maison de Bar ayant été décimée lors de la bataille d'Azincourt, le duché échoit au sixième et dernier fils de Robert Ier, le cardinal Louis de Bar.

### La maison d'Anjou
En 1419, le cardinal-duc choisit pour héritier son petit-neveu René d'Anjou, second fils de Louis II d'Anjou, duc d'Anjou, comte du Maine et de Provence et de Yolande d'Aragon (elle-même fille de Yolande de Bar, sœur du cardinal-duc). Afin de favoriser la paix avec le duché de Lorraine, son voisin et rival, le cardinal-duc marie son héritier René d'Anjou à Isabelle de Lorraine, fille et héritière du duc Charles II. En 1419, par le traité de Foug, il est convenu que leurs descendants régneront sur les deux duchés mais que chacun des deux duchés gardera son indépendance.
De ce fait, à la mort d'Isabelle (1453), le duché de Lorraine passe à leur fils Jean II de Lorraine, puis à sa mort en 1470 à son fils Nicolas de Lorraine. A sa mort prématurée et sans descendance en 1473 (peut-être empoisonné par ordre du roi Louis XI de France qui craignait une alliance de la Lorraine avec la Bourgogne), Nicolas laisse le duché à son cousin René Ier, comte de Vaudémont qui devient René II de Lorraine avant d'hériter du duché de Bar en 1480 à la mort de son grand-père maternel René d'Anjou.

### La maison de Vaudémont

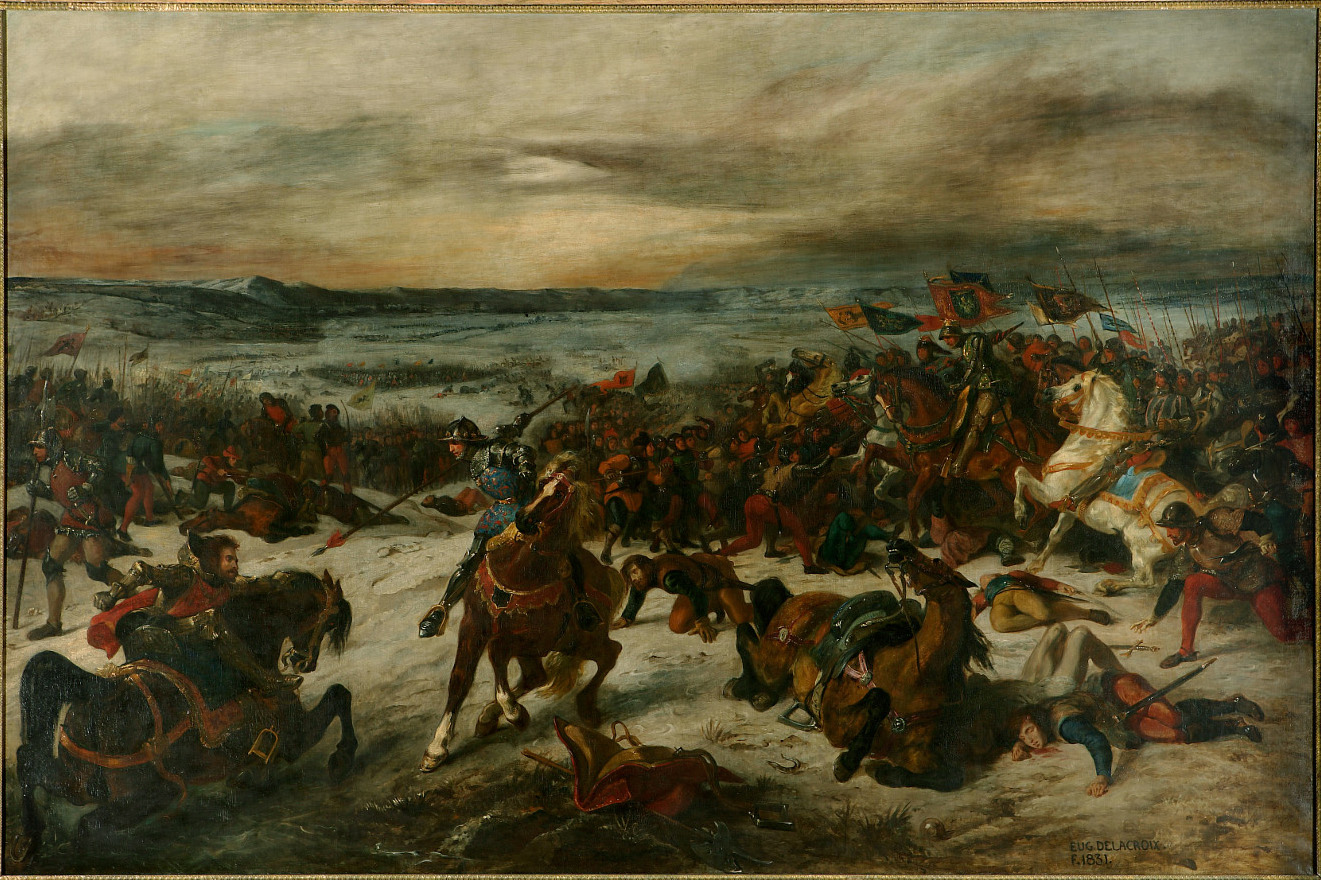
Bataille de Nancy (Delacroix, XIXe siècle).

René II vainc le duc de Bourgogne Charles le Téméraire lors de la bataille de Nancy le 5 janvier 1477. Comte de Vaudémont à la mort de son père en 1470, duc de Lorraine à la mort de son cousin germain Nicolas de Lorraine en 1473, il devient duc de Bar en 1480 à la mort de René d'Anjou. Auréolé par sa victoire qui met fin à l'empire bourguignon, René réunit sous son nom le comté de Vaudémont, les duchés de Lorraine et de Bar, offrant une première unité à la région à l'exception des évêchés de Verdun, Toul et notamment Metz (qu'il avait en vain essayé d'annexer en 1473). Cependant, il ne peut hériter de certaines possessions de son grand-père (Anjou et Provence) qui font retour au royaume de France faute de succession en ligne masculine). René II renonce également aux droits (devenus théoriques) de sa maison sur les trônes de Naples et de Sicile.
En 1483, le duché est amputé des seigneuries de Châtel-sur-Moselle et Bainville au profit de la France.

Armoiries des comtes de Bar :
d'azur semé de croisettes d'or et aux deux bars d'or.

Par la suite les duchés de Lorraine et de Bar ainsi que le Comté de Vaudémont ont une histoire commune, les ducs de Lorraine étant aussi ducs de Bar et comte de Vaudémont.
Fils et successeur de René II, le duc Antoine de Lorraine fait rédiger le coutumier du Barrois. Il mène une politique de neutralité entre France et Saint-Empire romain germanique et obtient en 1542 par le traité de Nuremberg que ses duchés soient déclarés « libres et non incorporables » par l'empereur Charles Quint. Il meurt deux ans plus tard. Son successeur François Ier de Lorraine, après avoir joué un rôle pacificateur lors de la Trêve de Crépy-en-Laonnois,  meurt après 363 jours de règne, laissant le trône à son fils Charles III de Lorraine, un enfant de deux ans.
En 1552, la France annexe de fait les villes libres de Metz, Toul et Verdun marquant un peu plus l'influence française en terre lotharingienne. Le roi de France, passant par Nancy, commet un abus de pouvoir en ôtant de son seul fait la régence à la duchesse-mère Christine de Danemark, nièce de l'empereur, pour la confier au francophile Nicolas de Lorraine. Il emmène également à la cour de France le jeune duc Charles III de Lorraine à qui il veut faire donner une éducation française.

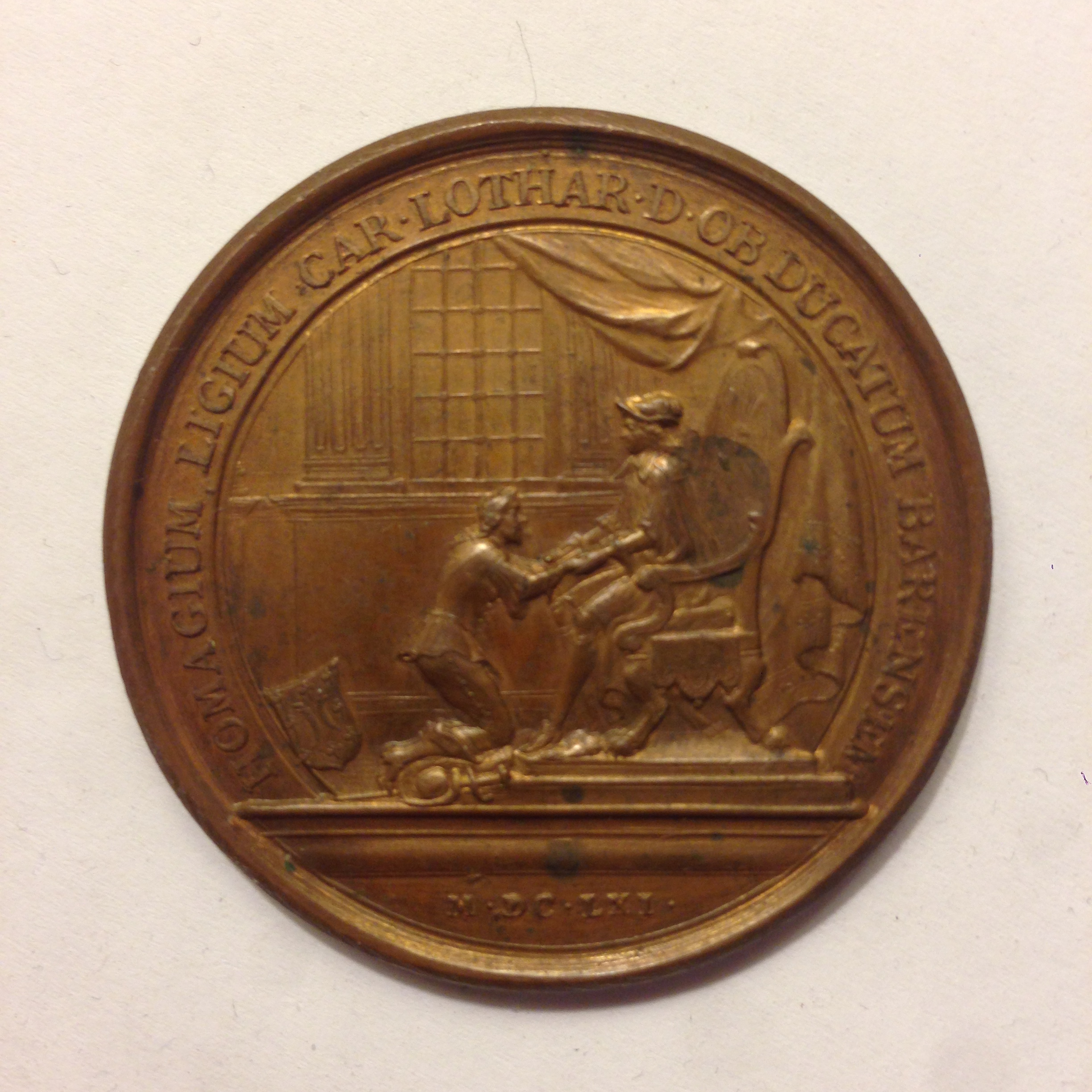
Hommage de Charles IV à Louis XIV pour le Barrois mouvant en 1661.

Aux XVIIe siècle, le duc Charles IV soutient le duc d'Orléans, héritier du roi de France mais opposant à la politique de Richelieu. Il va jusqu'à donner au prince français sa sœur Marguerite pour épouse. Tout en étant vassal du roi de France pour la rive gauche de la Meuse, il soutient la maison de Habsbourg dont les possessions encerclent le royaume de France. Les duchés sont occupés par la France de 1633 à 1697 (avec quelques courts retours à l'indépendance). Le cardinal de Richelieu fait  raser la plupart des forteresses barroises et lorraines.
Né en Autriche, neveu et filleul de l'empereur, Léopold Ier de Lorraine retrouve ses duchés en 1697. Il épouse l'année suivante à Bar-le-Duc Élisabeth-Charlotte d'Orléans, nièce de Louis XIV. Encerclés (évêchés de Toul et Verdun, Champagne, Franche-Comté, Alsace) et minés (évêché de Metz) par les possessions françaises, les duchés sont de nouveau occupés par la France pendant la Guerre de succession d'Espagne mais pacifiquement. Beau-frère du régent, le duc récupère quelques territoires lors d'un remaniement de frontière mais ne peut obtenir du pape la création d'un évêché lorrain ou barrois, la France ayant fait connaître sa désapprobation au Saint-Siège. Déçu par ses relations avec la France, le duc Léopold se tourne vers l'Empire et envoie son héritier poursuivre sa formation à Vienne.
Fils et successeur de Léopold, François III, après avoir remis la régence à sa mère, part pour un tour d'Europe dont il ne reviendra pas. Nommé vice-roi de Hongrie par l'empereur Charles VI dont il doit épouser la fille, il vit à la cour de Vienne. Il sera élu empereur en 1745. La maison de Habsbourg-Lorraine régnera sur l'Autriche et ses dépendances jusqu'en 1918.
Ses projets étant contrés par la France, François III est contraint de renoncer à ses duchés en 1735 en faveur du roi détrôné de Pologne Stanislas Leszczynski, soutenu par la France, qui les reçoit à titre viager avant leur annexion à la France.
Stanislas, homme débonnaire mais souverain fantoche, abandonne la réalité du pouvoir à un intendant promu chancelier, nommé par la cour de France. Il meurt en 1766 et les duchés de Lorraine et de Bar sont annexés ensemble par la France.

### Les Habsbourg-Lorraine et le duché de Bar
François III Étienne, duc de Lorraine et de Bar, en épousant le 12 février 1736 l'héritière de l'empereur, fondera la maison de Habsbourg-Lorraine. La maison de Lorraine - au sens strict - s'éteindra au décès du prince Charles Alexandre de Lorraine en 1780. En 1793, la dernière reine de France et de Navarre se présentera à ses juges en se nommant "Marie-Antoinette de Lorraine d'Autriche". La branche française des ducs de Guise s'éteindra en 1825 en la personne du prince de Lambesc qui avait fui la révolution Française pour se réfugier à Vienne auprès de son très lointain cousin l'empereur d'Autriche.
Un siècle plus tard, après la chute de la monarchie, l'impératrice Zita, veuve de l'empereur Charles Ier d'Autriche, porta durant son long exil (1918-1989) le titre de « duchesse de Bar » ; c'est avec ce titre inscrit sur son passeport qu'elle put regagner l'Autriche pour une courte visite en 1982.
Son petit-fils l'archiduc Charles-Christian de Habsbourg-Lorraine, fils de Charles-Louis d'Autriche, a épousé en 1982 la princesse Marie-Astrid de Luxembourg et utilise notamment le  titre de « prince de Bar », qui figure sur son passeport. Son fils Christoph s'est marié en 2012 à Nancy capitale de ses ancêtres.